# 인텔 파라곤

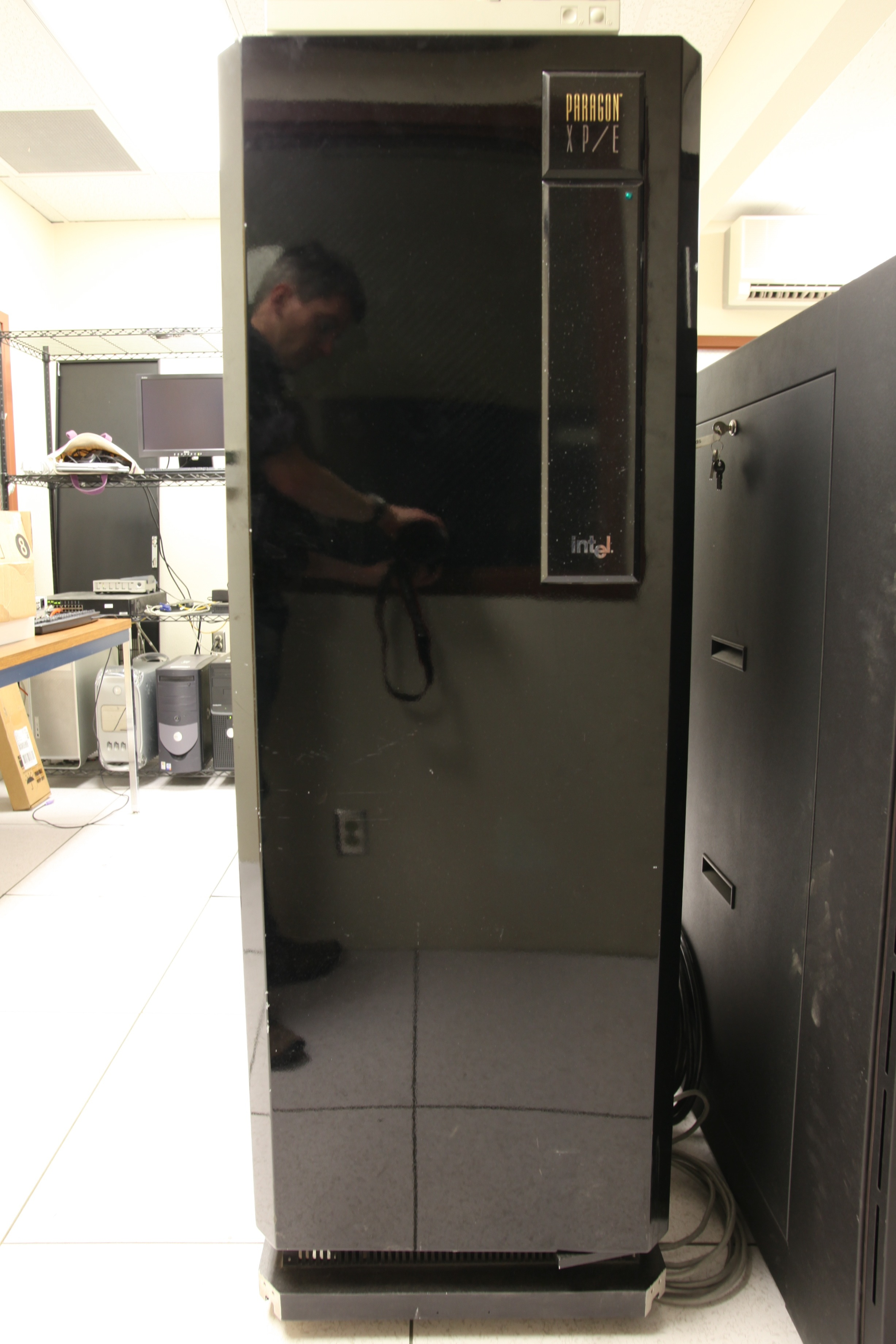
인텔 파라곤 XP-E 단일 캐비넷 시스템 캣츠(Cats)

인텔 파라곤(Intel Paragon)은 일련의 인텔의 대규모 병렬 컴퓨터이다. 파라곤 XP/S는 캘리포니아 공과대학교에 설치된 실험용 터치스톤 델타(Touchstone Delta)시스템의 상용 버전으로 1992년에 출시되었다. 파라곤은 인텔의 초기 iPSC/860 시스템을 대체했다.

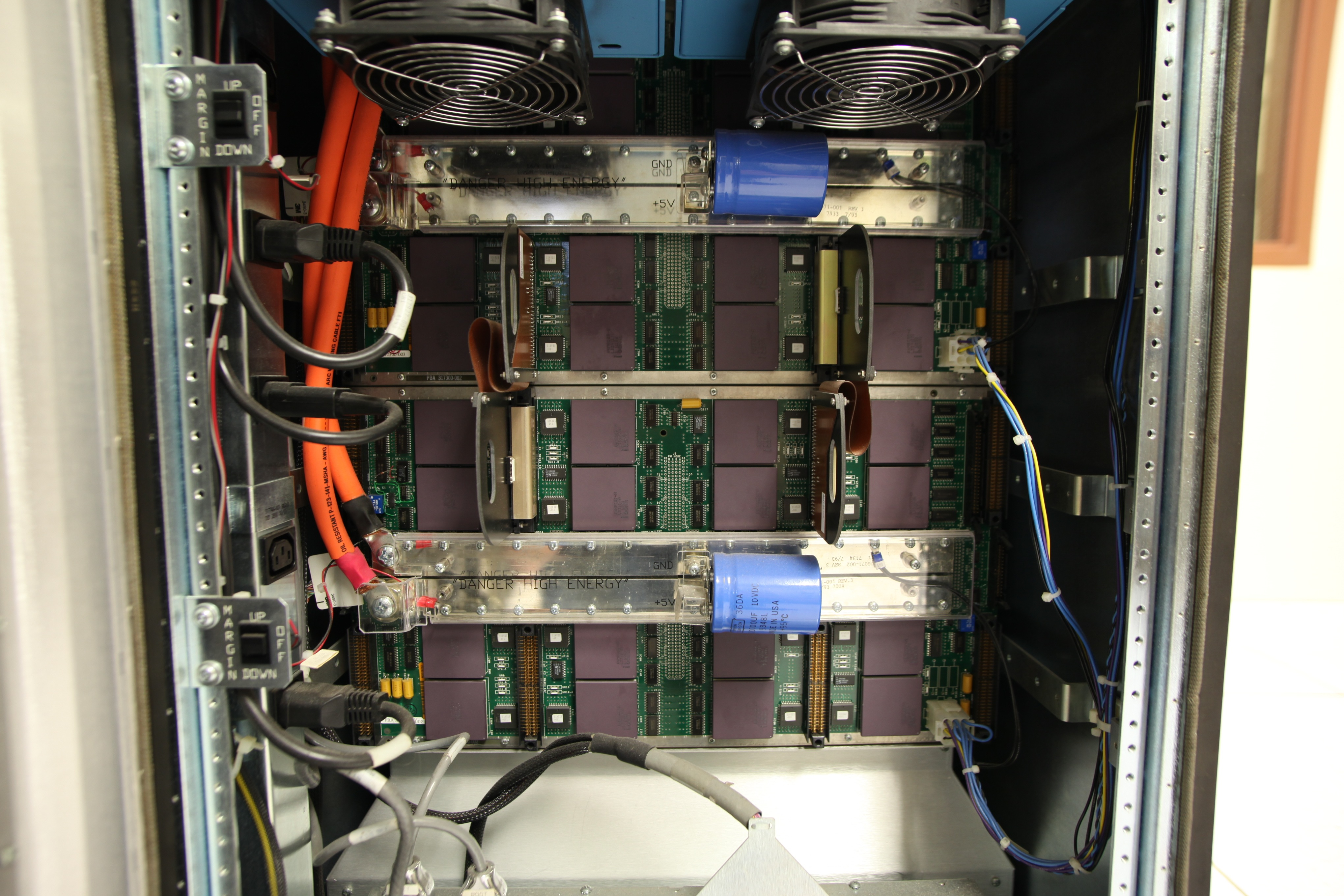
XP-E 캐비넷의 메시 상호연결부

파라곤 계열은 인텔 i860 RISC 마이크로프로세서 기반 시스템으로 최대 2048(나중 최대 4000) 개의 i860 프로세서들이 2차원의 그리드로 연결이 된다. 1993년에 엔트리 레벨 파라곤 XP/E 종류가 발표되었으며 이 시스템은 최대 32개의 컴퓨팅 노드로 구성된다. 시스템 아키텍처는 분할 시스템 구조로 대부분을 차지하는 디스크가 없는 컴퓨팅 노드와 서비스 노드에 상호 연결되는 소수의 입출력 노드로 구성된다. 많은 수의 노드는 저장공간이 없기 때문에 컴퓨트 파티션이 분류된 것에서부터 분류되지 않은 것까지 "Red/Black 스위치"가 가능하다. 한 집합의 입출력 노드들을 분류된 디스크로부터 분리한 다음에 분류되지 않은 입출력 파티션들을 연결한다.
인텔은 파라곤을 모든 프로세서가 OSF/1 AD 분산 운영 체제위에서 동작하도록 하고자 하였지만 실제로는 효율적이지 않다라는 것을 알게 되었다. 파라곤 프로세서위의 OSF/1 AD를 대체하기 위해 샌디아 국립연구소(Sandia National Laboratories)에서 SUNMOS라고 불리는 가벼운 커널을 개발하게 되었다.
인텔 파라곤의 시제품은 인텔 델타이며 DARPA로부터 자금을 제공받아 제작되었다. 1980년대 말에 미국 국립과학재단의 자금 지원으로 캘리포니아 공과대학교에 설치 운영되었다. 델타 시스템은 무어의 법칙 보다 더 빠른 소수 시스템중의 하나였다.

## 컴퓨트 노드

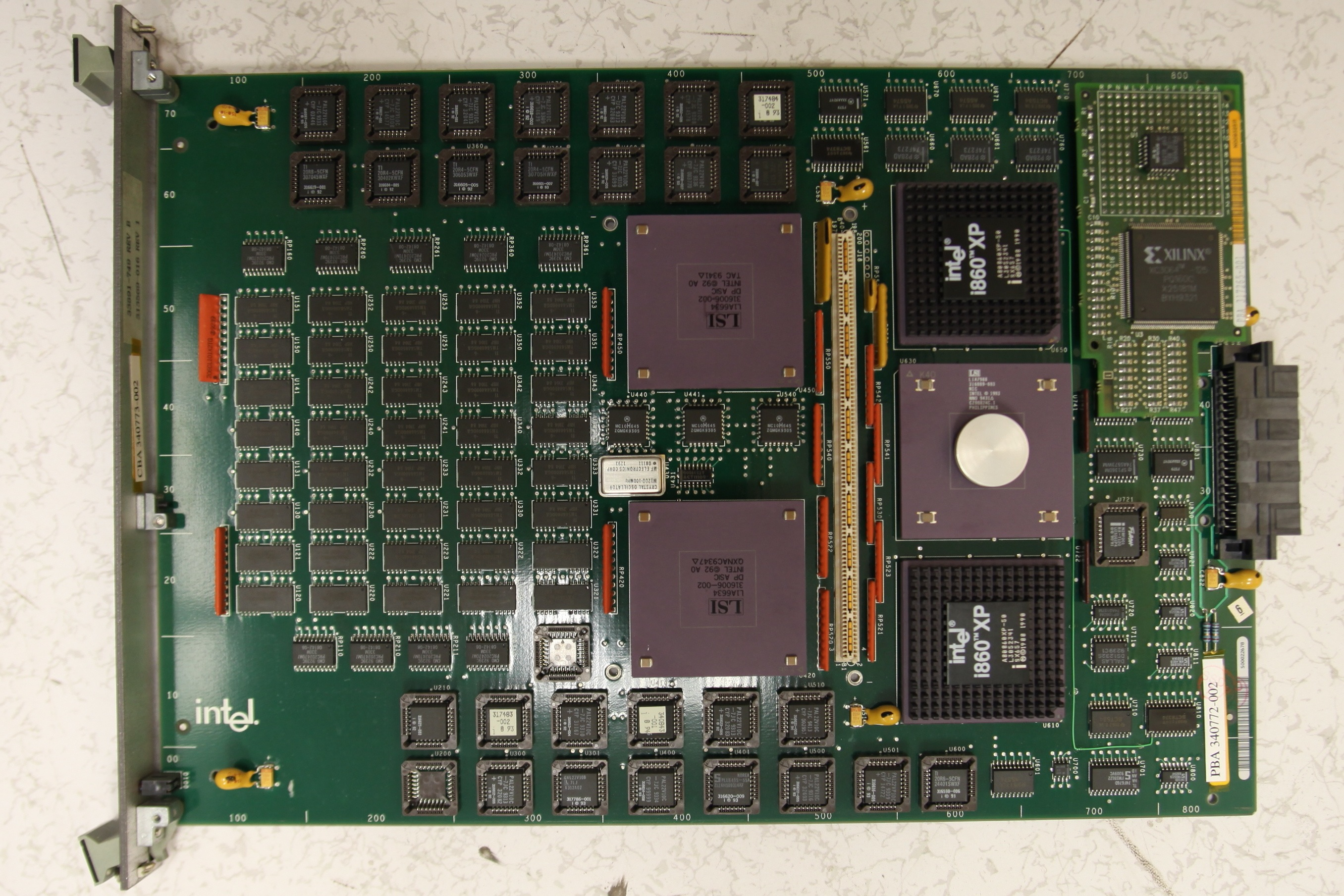
GP16 컴퓨트 노드, 부품면
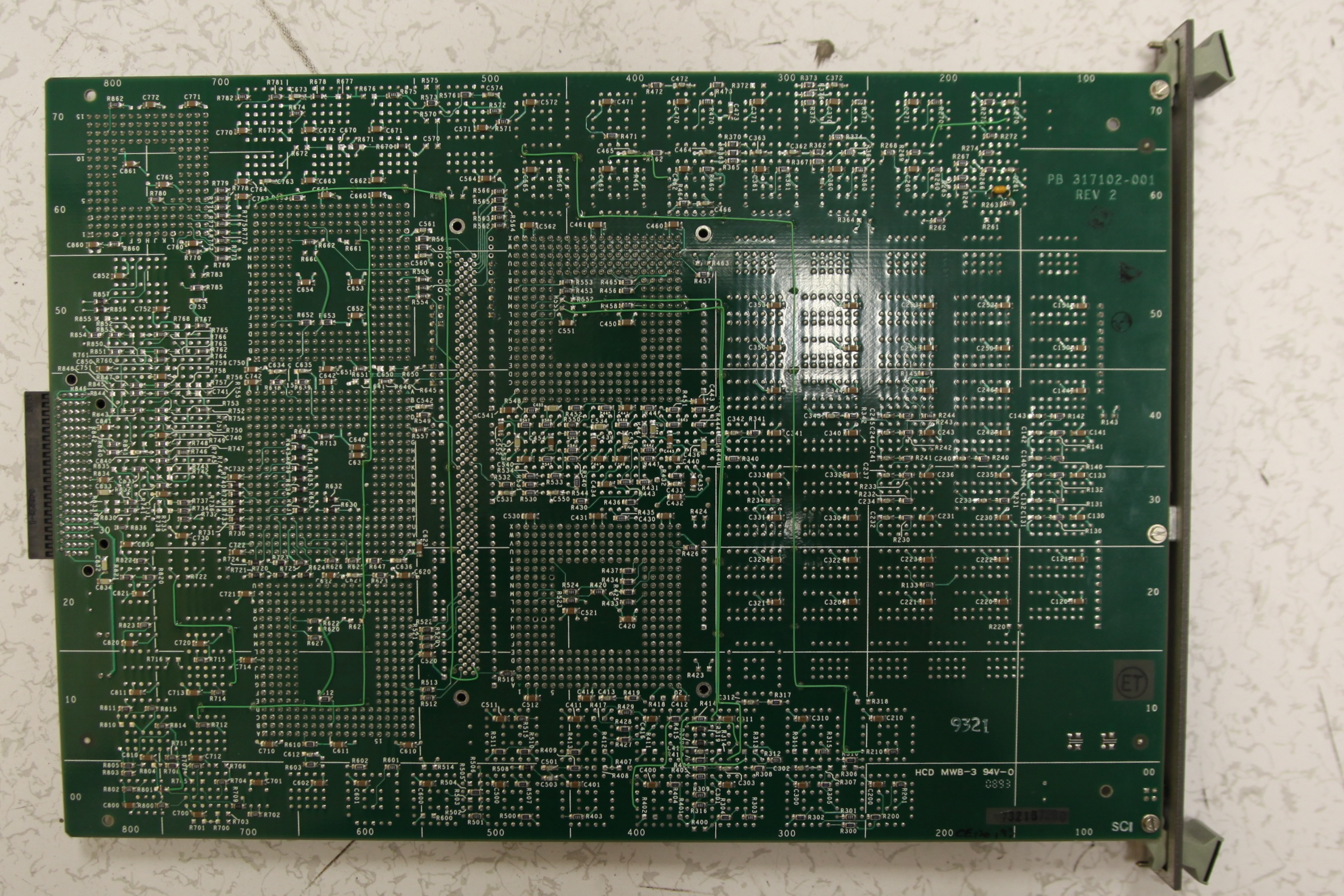
GP16 점퍼가 있는 솔더면
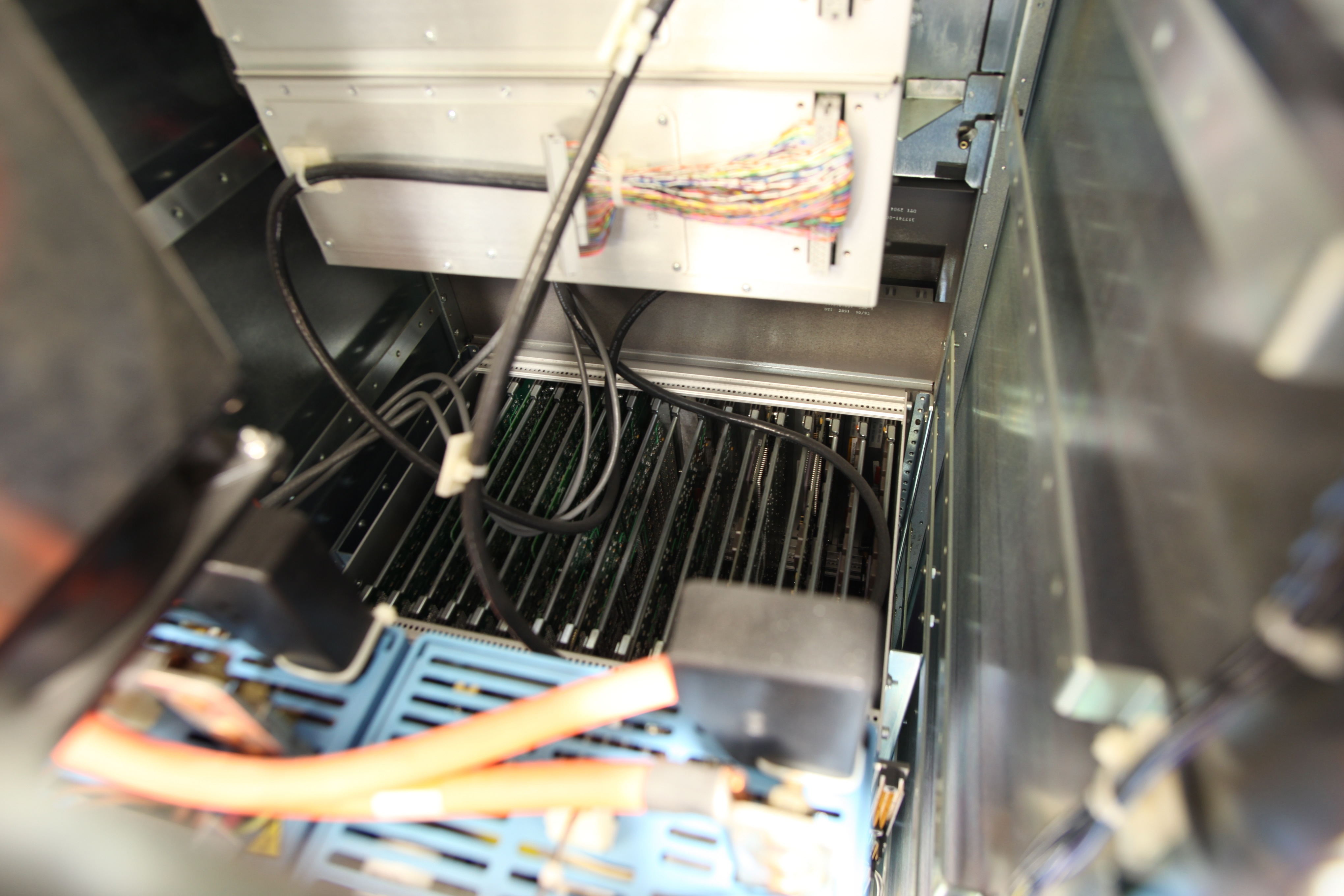
XP-E 랙안의 컴퓨트 노드
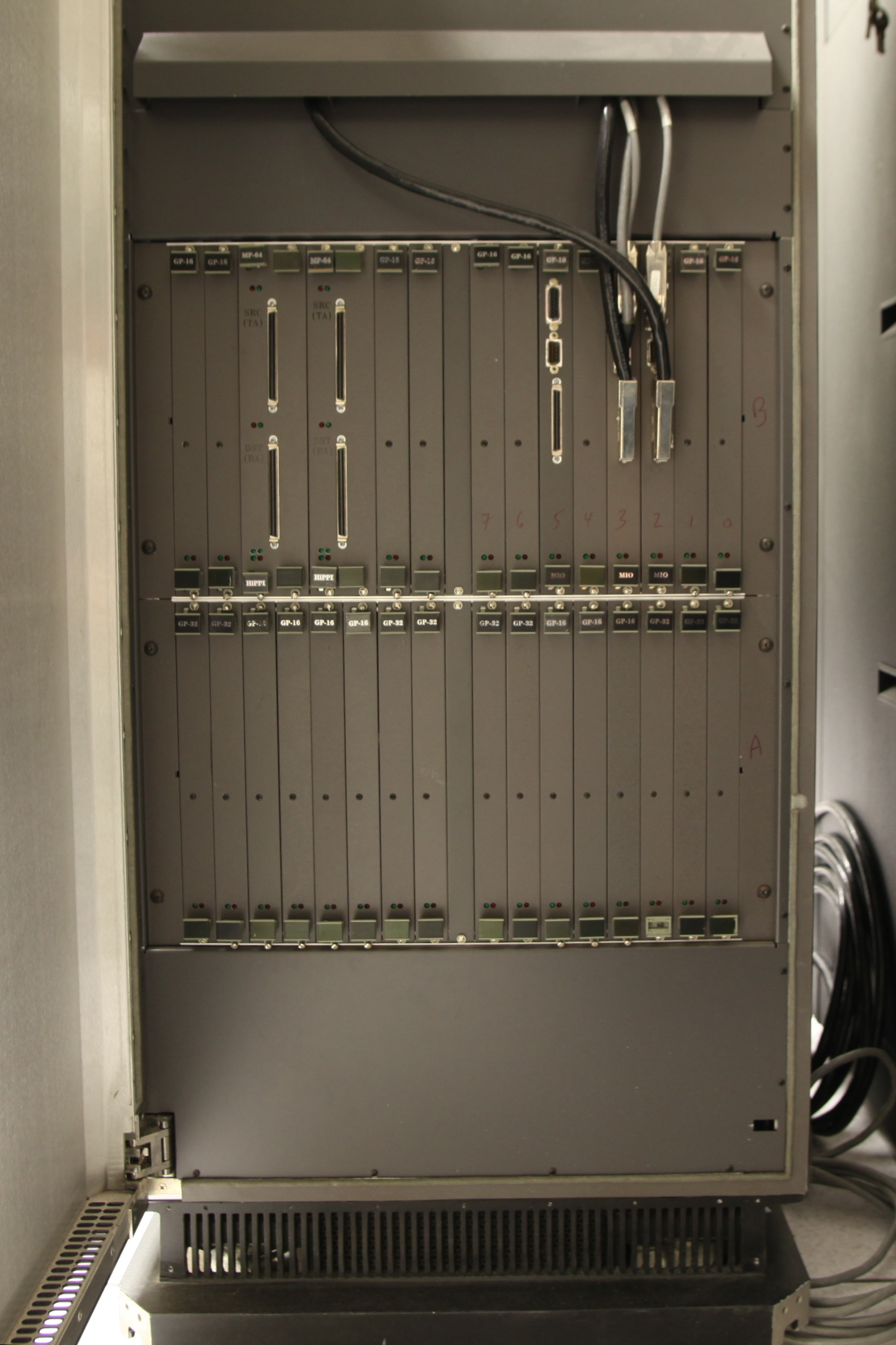
XP-E 랙안의 컴퓨트 노드와 입출력 노드

컴퓨트 노드는 16MB 메모리와 2개의 CPU를 지원하는 GP16과 3개의 CPU를 지원하는 MP16 두 종류가 있다. 각 노드는 백 플레인에 있는 메시 라우터와 연결되는 B-NIC이 있다. 컴퓨트 노드는 디스크가 없는 구조이며 모든 입출력이 메시 위에서 동작한다.

## 입출력 노드

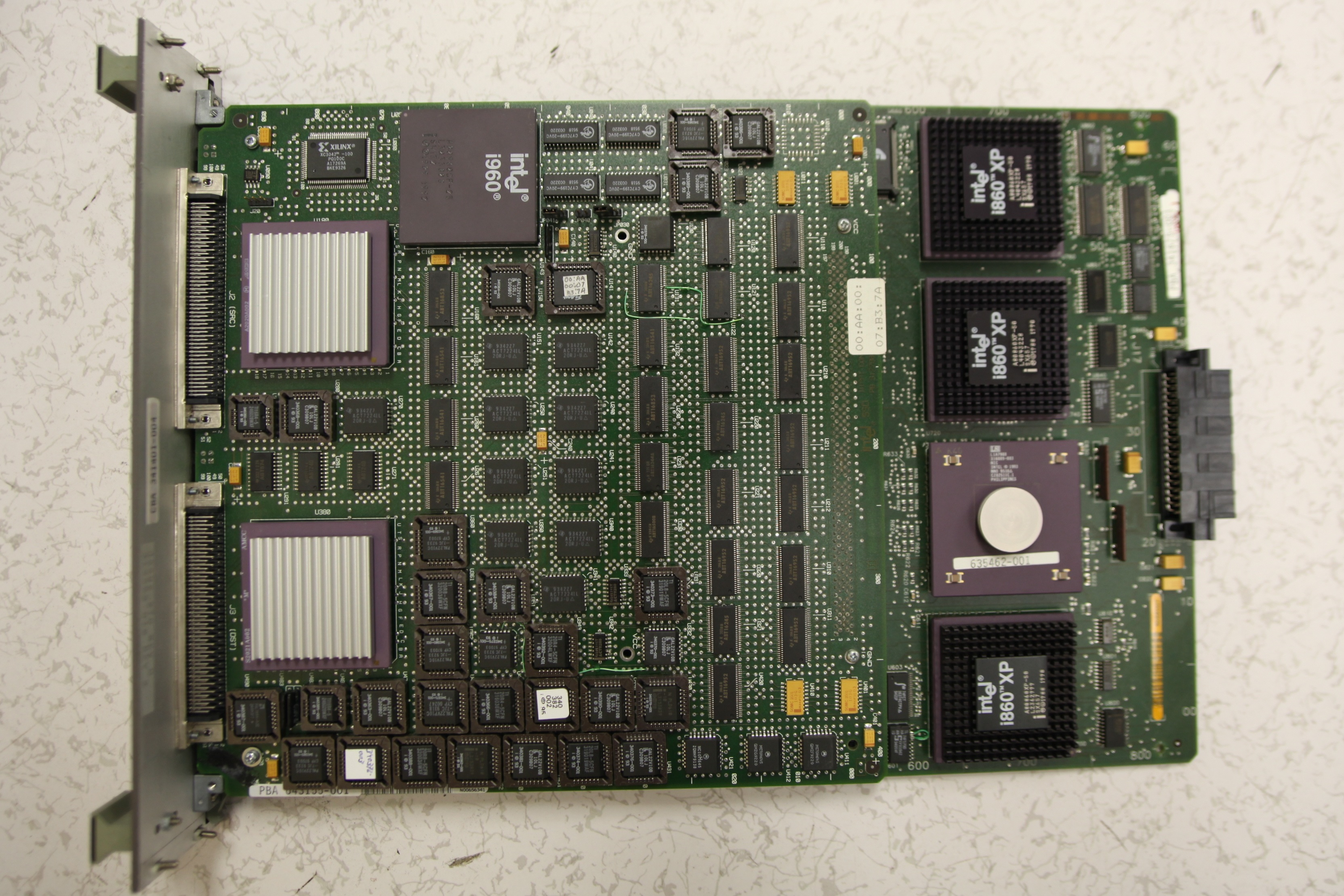
MP64 I/O node, component side
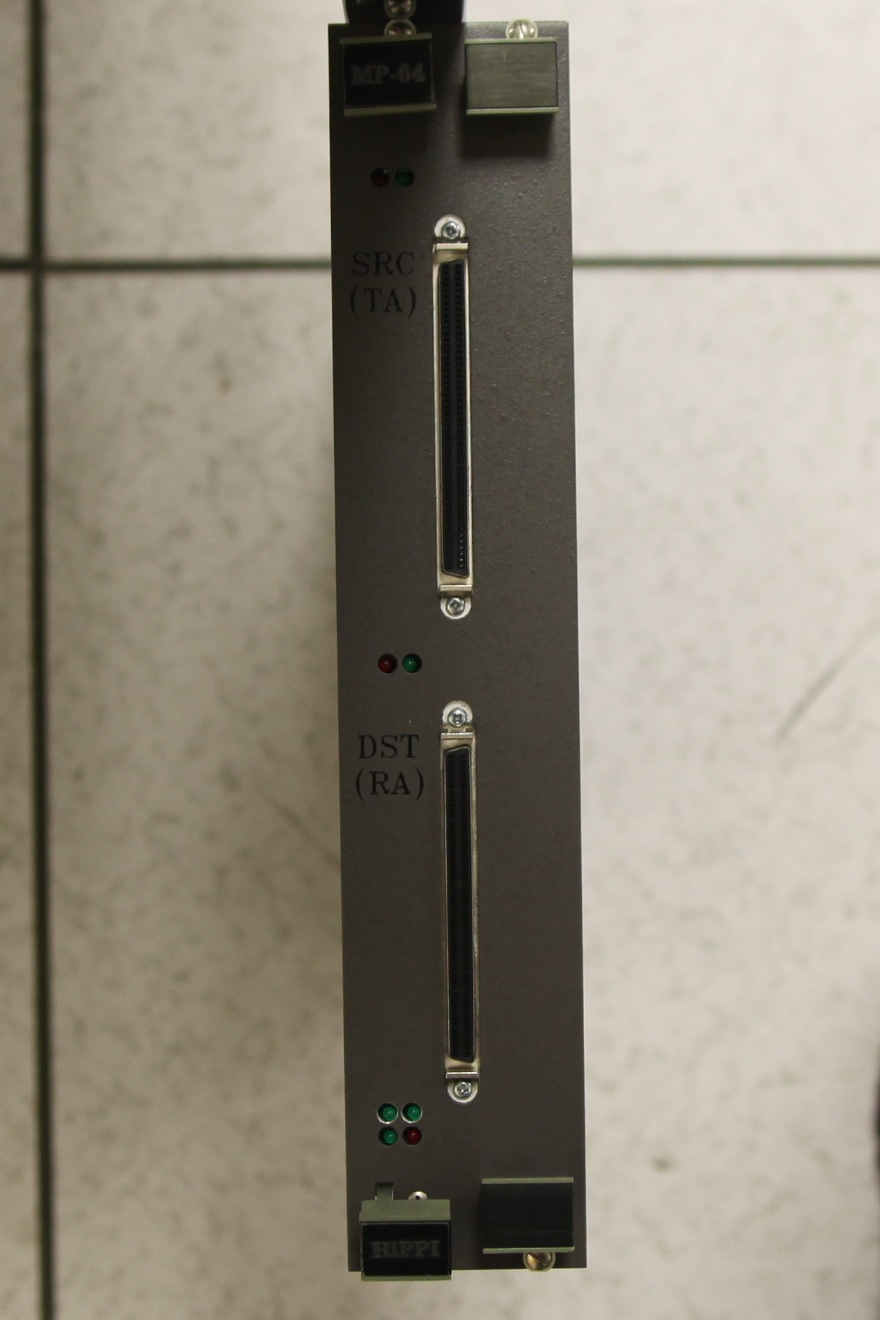
MP64 I/O node HPPI interface
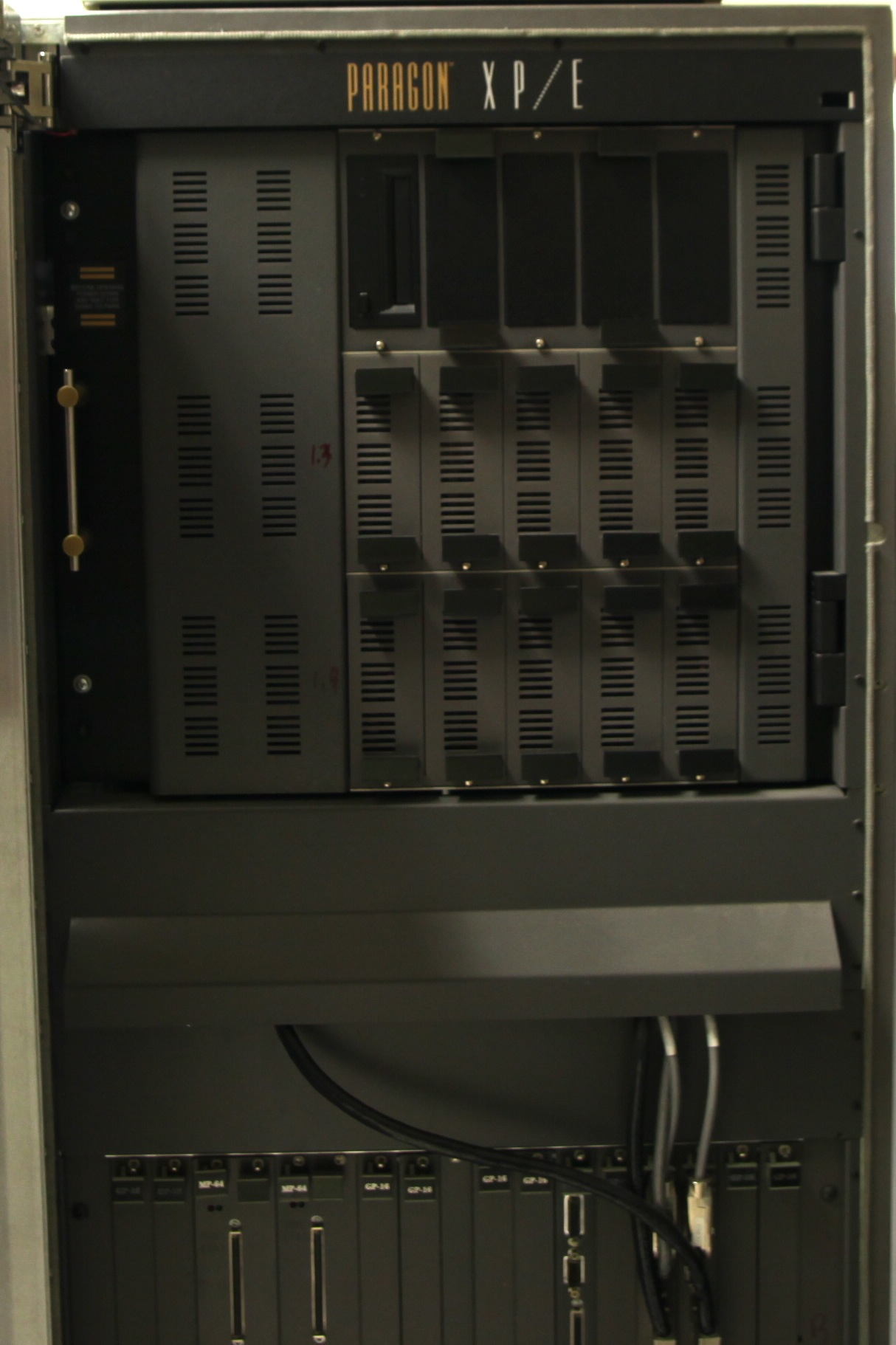
Disk cabinets in XP-E rack

입출력 보드는 SCSI 인터페이스나 HiPPI 네트워크 연결이 있으며 데이터를 컴퓨팅 노드에 제공하는 역할을 한다. 어떠한 사용자 애플리케이션으로 동작하지 않는다. MP64 입출력 노드는 3개의 i860 CPU와 디스크 컨크롤러로 사용되는 인텔 i960 CPU 가 있다.

## 참조
- 위키미디어 공용에 인텔 파라곤 관련 미디어 분류가 있습니다.
- Caltech에 있는 인텔 파라곤에 관한 기사